# Cyprian Brudkowski
Cyprian Brudkowski (ur. 25 sierpnia 1925 we Włocławku, zm. 7 lutego 2004), inżynier elektryk, specjalista w zakresie napędu elektrycznego i energoelektroniki.

## Życiorys
Syn Mieczysława i Łucji z Jaworskich. Naukę w gimnazjum przerwał wybuch II wojny światowej. We wrześniu 1939 wraz z rodziną znalazł się we Lwowie. Po zajęciu miasta przez Sowietów, podjął naukę w Gimnazjum im. Sienkiewicza we Lwowie. W marcu 1940 został deportowany do Maryjskiej ASRR, gdzie pracował pod nadzorem NKWD przy karczowaniu lasu. W związku ze złym stanem zdrowia nie został przyjęty do oddziałów tworzonych przez gen. Władysława Andersa. Dopiero w maju 1943 zaciągnął się do polskiego wojska w Sielcach nad Oką. Po ukończeniu Centralnej Szkoły Podchorążych Wojska Polskiego w Riazaniu i mianowaniu na stopień podporucznika obejmuje dowództwo plutonu a następnie kompanii w macierzystej szkole. Po przeniesieniu szkoły do Krakowa, w czerwcu 1946 na własną prośbę opuścił wojsko i podjął przerwaną naukę w gimnazjum w Częstochowie, gdzie w 1948 zdał maturę.
Ukończył studia na Wydziale Elektrycznym Politechniki Śląskiej w Gliwicach, po studiach pracował w Katedrze Elektrotechniki Ogólnej na Wydziale Górniczym tej uczelni, następnie w Biurze Projektów Górniczych w Gliwicach.
Był zasłużonym działaczem Stowarzyszenia Elektryków Polskich (SEP), wieloletnim prezesem oddziału w Gliwicach (1972-1987); 1994-1998 prezes SEP.
Za działalność stowarzyszeniową nadano mu tytuł członka honorowego SEP.
Autor 24 patentów z dziedziny napędu elektrycznego maszyn oraz ponad 20 publikacji w czasopismach technicznych i na konferencje naukowo-techniczne. 

## Ordery i odznaczenia[1]
- Krzyż Komandorski Orderu Odrodzenia Polski (1987)
- Krzyż Oficerski Orderu Odrodzenia Polski (1979)
- Krzyż Kawalerski Orderu Odrodzenia Polski (1972)
- Złoty Krzyż Zasługi (1965)
- Srebrny Krzyż Zasługi (1945)
- Medal „Za udział w walkach o Berlin”
- Medal 40-lecia Polski Ludowej
- Odznaka honorowa „Zasłużony dla Górnictwa”
- Złota Odznaka „Zasłużony w Rozwoju Województwa Katowickiego”
- Złota Odznaka Honorową SEP
- Srebrna Odznaka Honorową SEP
- Srebrna Odznaka Honorową NOT
- Złota Odznaka Honorową NOT
- Nagroda Państwowa I stopnia (1980)
- wpis do Honorowej Księgi „Zasłużonych dla Górnictwa i Energetyki" (1987)